# Rötenbacher Wiesen
Das Naturschutzgebiet Rötenbacher Wiesen liegt auf dem Gebiet der Gemeinde Friedenweiler und der Stadt Löffingen im Landkreis Breisgau-Hochschwarzwald in Baden-Württemberg. Es wird ergänzt vom gleichnamigen Landschaftsschutzgebiet mit einer Größe von 89,8 Hektar.
Das aus vier Teilflächen bestehende Gebiet erstreckt sich westlich der Kernstadt Löffingen und nördlich, westlich und südlich von Rötenbach, einem Ortsteil von Friedenweiler. Durch das Gebiet hindurch verlaufen die B 31 und die Landesstraße L 182, westlich fließt der Rötenbach, ein Nebenfluss der Wutach. Südöstlich erstreckt sich das 60 ha große Naturschutzgebiet Ochsenberg-Litzelstetten.

## Bedeutung
Für Friedenweiler und Löffingen ist seit dem 28. September 2006 ein 217,2 ha großes Gebiet unter der Kenn-Nummer 3.275 als Naturschutzgebiet ausgewiesen. Es handelt sich um eine „offene Wiesenlandschaft mit einem Mosaik aus unterschiedlichen extensiv genutzten Grünlandtypen wie z. B. Niedermooren, Pfeifengraswiesen, Halbtrockenrasen, Bachkratzdistel- und Goldhaferwiesen.“ Es ist „Lebensraum einer Vielzahl gefährdeter, zum Teil vom Aussterben bedrohter Tier- und Pflanzenarten, für die das Gebiet teilweise landesweite Bedeutung aufweist.“ Es sind „Arten und Lebensräume der FFH- und der Vogelschutzrichtlinie.“